# Rainer Schüttler
Rainer Schüttler (Korbach, 25 de Abril de 1976) é um ex-tenista profissional alemão.
Rainer ao lado de Tommy Haas foi um dos principais nomes do tênis alemão depois da era Boris Becker, conseguiu um vice-campeonato de Grand Slam no Open da Austrália de 2003, perdendo para André Agassi. O alemão tem no currículo 4 ATPs e 5 Challenger em simples, e 2 títulos de ATP em duplas, cheogu a ser número 4 do mundo, em simples. Representou o time germânico na Copa Davis.
Disputou dois Jogos Olímpicos, de Sydney 2000 e Atenas 2004, conquistando uma prata em duplas.

## Grand Slam finais

### Simples: 1 (0–1)
| Posição | Ano  | Campeonato      | Piso | Oponente     | Placar        |
| ------- | ---- | --------------- | ---- | ------------ | ------------- |
| Vice    | 2003 | Australian Open | Duro | Andre Agassi | 2–6, 2–6, 1–6 |

## Olimpíadas

### Duplas: 1 (1 prata)
| Posição | Ano  | Campeonato | Piso | Parceiro       | Oponentes                       | Placar                       |
| ------- | ---- | ---------- | ---- | -------------- | ------------------------------- | ---------------------------- |
| Prata   | 2004 | Atenas     | Duro | Nicolas Kiefer | Fernando González Nicolás Massú | 2–6, 6–4, 6–3, 6–7(7–9), 4–6 |

## Masters Series finais

### Simples: 1 (0–1)
| Posição | Ano  | Campeonato  | Piso   | Oponente        | Placar        |
| ------- | ---- | ----------- | ------ | --------------- | ------------- |
| Vice    | 2004 | Monte Carlo | Saibro | Guillermo Coria | 2–6, 1–6, 3–6 |

## Conquistas

### Simples
- 1999 ATP de Doha, Catar
- 2001 ATP de Xangai, China
- 2003 ATP de Tóquio, Japão
- 2003 ATP de Lyon, França

### Duplas
- 2001 ATP de Stuttgart, Alemanha com Guillermo Cañas
- 2005 ATP de Chennai, Índia com Yen-Hsun Lu